# Гуяро, Роналдо
Роналдо Гуяро (порт.-браз. Ronaldo Guiaro; род. 18 февраля 1974, Пирасикаба, Сан-Паулу) — бразильский футболист, защитник.

## Карьера
Роналдо Гуяро начал играть в футбол в клубе «Понте-Прета». Оттуда он перешёл в «Гуарани», где в возрасте 19 лет дебютировал в основном составе команды. В 1995 году Роналдо был арендован клубом «Атлетико Минейро». 1 мая он дебютировал в составе команды в товарищеской игре со сборной компании Usiminas (4:1). В том же году он выиграл с «Атлетико» чемпионат штата Минас-Жерайс. В конце года контракт футболиста был выкуплен. В то время команда переживала финансовый кризис, потому чтобы найти деньги на покупку игрока, была организована специальная компания по продаже футболок, названная «Останься, Роналдо!» (порт.-браз. Fica, Ronaldo!). Это помогло собрать необходимую сумму в 500 тысяч реалов. Ещё один сезон Гуяро провёл в клубе. 8 декабря 1996 года он сыграл последний матч в составе команды против «Португезы Деспортос» (2:2). Всего за клуб Роналдо сыграл в 84 встречах и забил один гол.
В 1996 году Гуяро перешёл в лиссабонскую «Бенфику». Он дебютировал в составе команды 24 мая 1997 года в матче с «Порту», в котором его клуб проиграл со счётом 1:3. Со следующего сезона футболист стал твёрдым игроком основного состава команды, которая заняла второе место в чемпионате Португалии. 13 сентября 1998 года бразилец забил первый мяч за клуб, поразив ворота «Бейра-Мар» (3:0). В сезоне «Бенфика» осталась третьей. Также она выиграла бронзовые медали и годом позже. В 2001 году Роналдо покинул клуб. Всего в составе команды он провёл 128 матчей и забил 5 голов, из них 17 игр и один гол пришлись на еврокубки, по другим данным он сыграл 140 матчей, по третьим — 141 встреча.
24 июля 2001 года Роналдо стал игроком турецкого «Бешикташ». В 2002 году в клуб пришёл ещё один бразильский защитник — Антонио Карлос. Вместе с Гуяро они составили центр обороны команды, и в год столетия клуба выиграли чемпионат Турции. Летом 2003 года Роналдо продлил контракт с командой, а затем в 2004 году продлил его ещё на два года. В 2006 году бразилец и клуб, по взаимному соглашению, приняли решение о разрыве договора. Всего в составе «Бешикташа» Гуяро сыграл в 118 матчах и забил 8 голов. Уже завершив игровую карьеру, Гуяро признавался, что провёл в команде «самые счастливые моменты своей карьеры и жизни». После Турции Роналдо вернулся на родину, став игроком «Сантоса». Он выиграл с командой чемпионат штата Сан-Паулу. В 2007 году Роналдо стал игроком греческого «Ариса». В 2011 году защитник завершил карьеру.
В состав олимпийской сборной Бразилии Роналдо впервые был вызван в 1995 году. 2 марта он дебютировал в составе команды в матче с Уругваем на Кубок Меркосур (2:0). В том же году он поехал на Панамериканские игры, где бразильцы проиграла на стадии четвертьфинала Гондурасу. На этом же первенстве Гуяро забил гол, поразив ворота Коста-Рики (2:1). В мае 1996 года Роналдо был вызван в состав первой сборной на матч с Хорватией. Однако был вынужден пропустить игру из-за травмы: защитник висел на перекладине, закрепляя упавшую сетку ворота, когда его обручальное кольцо зацепилось за крючок и сильно повредило ему палец. Роналдо сделали три операции за 15 дней. Несмотря на это, он быстро восстановился и поехал на Олимпиаду, где провёл все шесть матчей, составляя цент обороны с Алдаиром. Бразилия на турнире выиграла бронзовые медали.
В 2015 году Роналдо начал тренерскую карьеру, возглавив команду до 20 лет клуба «XV ноября» из Пирасикабы. В 2016 году Гуяро стал ассистентом Клебера Гаушо в основном составе команды, являясь тренером защитников. Он работал с ним и в 2022 году, когда тот вновь стал главным тренером команды. В 2023 году, когда Клебер возглавил «Уберландию», то также назначил своим ассистентом Роналдо.

## Международная статистика
| Матчи Роналдо Гуяро за олимпийскую сборную Бразилии | Матчи Роналдо Гуяро за олимпийскую сборную Бразилии | Матчи Роналдо Гуяро за олимпийскую сборную Бразилии | Матчи Роналдо Гуяро за олимпийскую сборную Бразилии | Матчи Роналдо Гуяро за олимпийскую сборную Бразилии | Матчи Роналдо Гуяро за олимпийскую сборную Бразилии | Матчи Роналдо Гуяро за олимпийскую сборную Бразилии |
| --------------------------------------------------- | --------------------------------------------------- | --------------------------------------------------- | --------------------------------------------------- | --------------------------------------------------- | --------------------------------------------------- | --------------------------------------------------- |
| №                                                   | Дата                                                | Место проведения                                    | Оппонент                                            | Счёт                                                | Голы                                                | Турнир                                              |
| 1                                                   | 2 марта 1995                                        | Мар-дель-Плата                                      | Уругвай (олимп.)                                    | 2:0                                                 | —                                                   | Кубок Меркосур                                      |
| 2                                                   | 2 марта 1995                                        | Тандиль                                             | Коста-Рика (олимп.)                                 | 2:1                                                 | 1                                                   | Панамериканские игры                                |
| 3                                                   | 13 марта 1995                                       | Тандиль                                             | Бермудские острова (олимп.)                         | 2:0                                                 | —                                                   | Панамериканские игры                                |
| 4                                                   | 15 марта 1995                                       | Тандиль                                             | Чили (олимп.)                                       | 1:1                                                 | —                                                   | Панамериканские игры                                |
| 5                                                   | 18 марта 1995                                       | Мар-дель-Плата                                      | Гондурас (олимп.)                                   | 0:0                                                 | —                                                   | Панамериканские игры                                |
| 6                                                   | 10 июля 1996                                        | Флорианополис                                       | Дания (олимп.)                                      | 5:1                                                 | —                                                   | Товарищеский матч                                   |
| 7                                                   | 14 июля 1996                                        | Нью-Йорк                                            | Сборная мира                                        | 2:1                                                 | —                                                   | Товарищеский матч                                   |
| 8                                                   | 21 июля 1996                                        | Майами                                              | Япония (олимп.)                                     | 0:1                                                 | —                                                   | Олимпиада                                           |
| 9                                                   | 23 июля 1996                                        | Майами                                              | Венгрия (олимп.)                                    | 3:1                                                 | —                                                   | Олимпиада                                           |
| 10                                                  | 25 июля 1996                                        | Майами                                              | Нигерия (олимп.)                                    | 1:0                                                 | —                                                   | Олимпиада                                           |
| 11                                                  | 28 июля 1996                                        | Майами                                              | Гана (олимп.)                                       | 4:2                                                 | —                                                   | Олимпиада                                           |
| 12                                                  | 31 июля 1996                                        | Атенс                                               | Нигерия (олимп.)                                    | 3:4                                                 | —                                                   | Олимпиада                                           |
| 13                                                  | 2 августа 1996                                      | Атенс                                               | Португалия (олимп.)                                 | 5:0                                                 | —                                                   | Олимпиада                                           |

## Достижения
- Обладатель Кубка Меркосур: 1995
- Чемпион штата Минас-Жерайс: 1995
- Чемпион Турции: 2002/2003
- Чемпион штата Сан-Паулу: 2006, 2007